# Tantilla relicta
Tantilla relicta – gatunek węża z rodziny połozowatych (Colubridae). Występuje pospolicie w południowo-wschodnich Stanach Zjednoczonych.

## Systematyka
Węże te zaliczane są do rodziny połozowatych, do której zaliczano je od dawna. Starsze źródła również umieszczają Tantilla w tej samej rodzinie Colubridae. Używają jednak dawniejszej polskojęzycznej nazwy wężowate czy też węże właściwe, poza tym Colubridae zaliczają do infrapodrzędu Caenophidia, czyli węży wyższych. W obrębie rodziny rodzaj Tantilla należy do podrodziny Colubrinae.

## Rozmieszczenie geograficzne
Tantilla relicta zasiedla południowy wschód Stanów Zjednoczonych: Florydę i południową Georgię.

## Zagrożenia i ochrona
Jest to pospolity gatunek. Liczebność węża nie została dokładnie oszacowana. IUCN, jak w przypadku także niektórych innych gatunków tego samego rodzaju, podaje, że przewyższa ona 10 000 dorosłych osobników, a być może i 100 000, wspominając o niewielkim spadku, mniejszym niż 10% na dekadę lub trzy pokolenia węży.
Na węże te negatywnie wpływa urbanizacja i rozwój rolnictwa.